# VM i snooker 1932
VM i nnooker 1932 var de sjätte världsmästerskapen i snooker. Finalen hölls i London, England, Storbritannien. I turneringen deltog tre spelare. Segrare var för sjätte gången av totalt femton Joe Davis.

## Resultat
|  | Semifinal Bäst av 25 frames | Semifinal Bäst av 25 frames |                |    | Final Bäst av 49 frames | Final Bäst av 49 frames |
|  |                             |                             |                |    |                         |                         |
|  |                             |                             |                |    |                         |                         |
|  |                             |                             |                |    |                         |                         |
|  |                             |                             |                |    |                         |                         |
|  |                             |                             |                |    |                         |                         |
|  |                             |                             |                |    |                         |                         |
|  | Joe Davis                   | 30                          |                |    |                         |                         |
|  | Joe Davis                   | 30                          |                |    |                         |                         |
|  |                             |                             | Clak McConachy | 19 |                         |                         |
|  | Tom Dennis                  | 11                          | Clak McConachy | 19 |                         |                         |
|  | Tom Dennis                  | 11                          |                |    |                         |                         |
|  | Clak McConachy              | 13                          |                |    |                         |                         |
|  | Clak McConachy              | 13                          |                |    |                         |                         |